# Менделеев (лунный кратер)
Менделе́ев (англ. Mendeleev) — большой древний ударный кратер на обратной стороне Луны, названный в честь выдающегося русского химика Д. И. Менделеева и утверждено Международным астрономическим союзом в 1970 г. Образование кратера относится к нектарскому периоду.

## Описание кратера

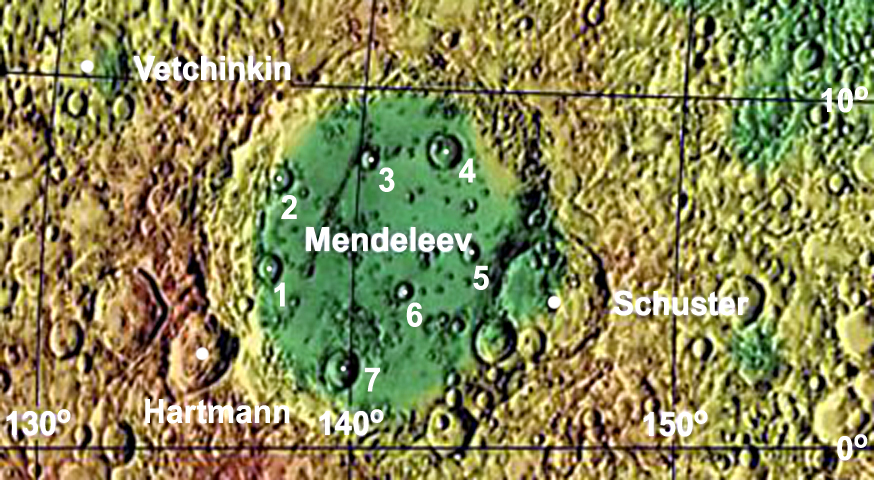
Кратер Менделеев с кратерами Шустер, Гартман и внутренними кратерными формациями: 1 — Муассан, 2 — Бергман, 3 — Ричардс, 4 — Фишер, 5 — Гарден, 6 — Бенедикт, 7 — Менделеев P.

Кратер расположен на материке южнее Моря Москвы рядом с лунным экватором и по существу является лунным морем, по форме и по размерам напоминающим Море Смита.
Кратер имеет мощный внешний вал со сглаженными очертаниями и частично обрушенными внутренними склонами. Южная оконечность вала лежит на лунном экваторе. В восточной части вала располагается меньший по размерам кратер Шустер диаметром 100,1 км. На противоположной стороне вала, практически напротив кратера Шустер, находится 63-километровый кратер Гартман.

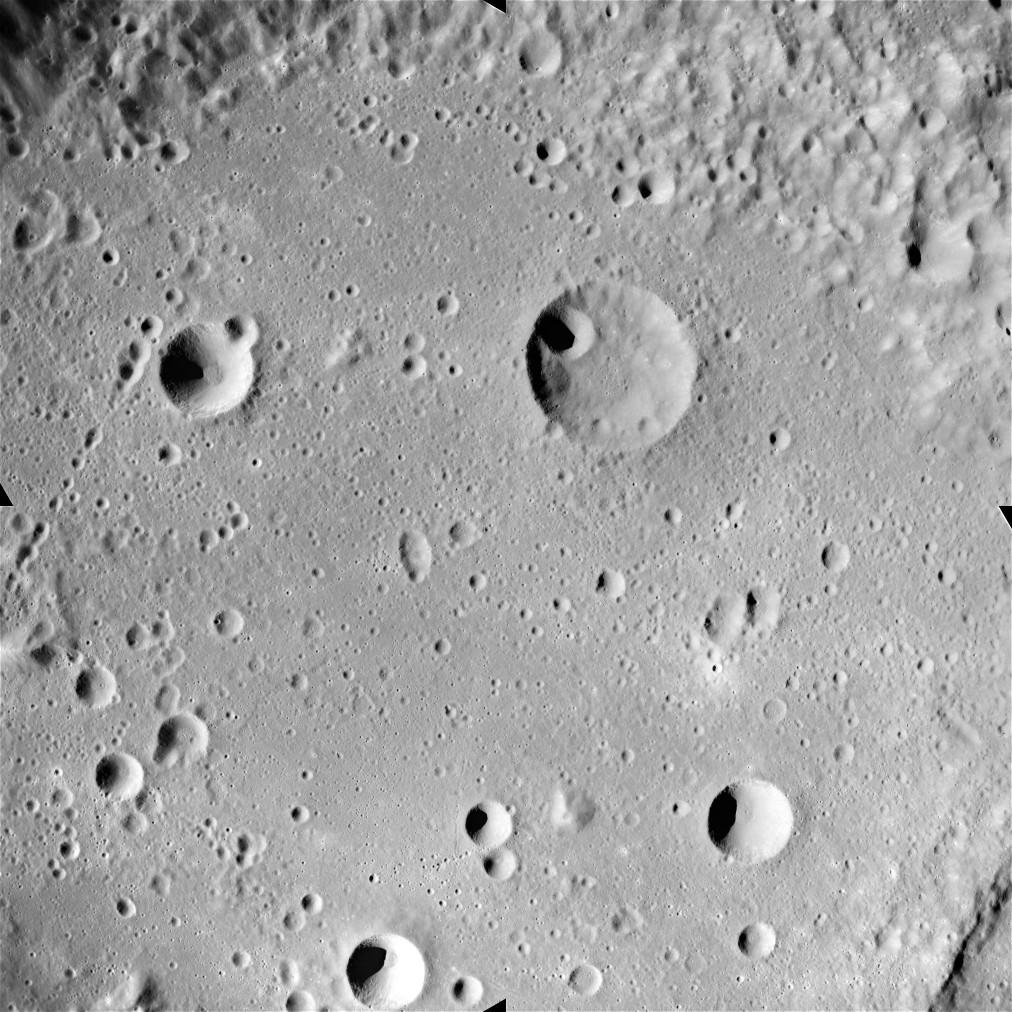
Фотография участка дна кратера Менделеев, сделанная Аполлоном-16. Видны: цепочка кратеров Менделеева, кратеры Ричардс, Фишер, Гарден, Бенедикт.

Дно кратерного бассейна практически плоское (в сравнении с окружающей кратер пересеченной местностью) и не имеет следов лавы. Однако, его поверхность всё же относительно неровная и при ближайшем рассмотрении содержит множество небольших кратерных формаций, шести из которых также даны имена.
Вдоль западного края бассейна, практически касаясь внутренней стенки вала, располагаются кратеры Бергман диаметром 22,5 км — на северо-западном направлении, и Муассан (22,5 км) — на западе.
По соседству с кратером Бергман находятся: 30-километровый Фишер — на северо-востоке и кратер Ричардс диаметром 16,8 км — на севере.
Ближе к кратеру Шустер располагается Гарден диаметром 15 км.
К юго-востоку от центра Менделеева находится кратер Бенедикт (13,8 км).

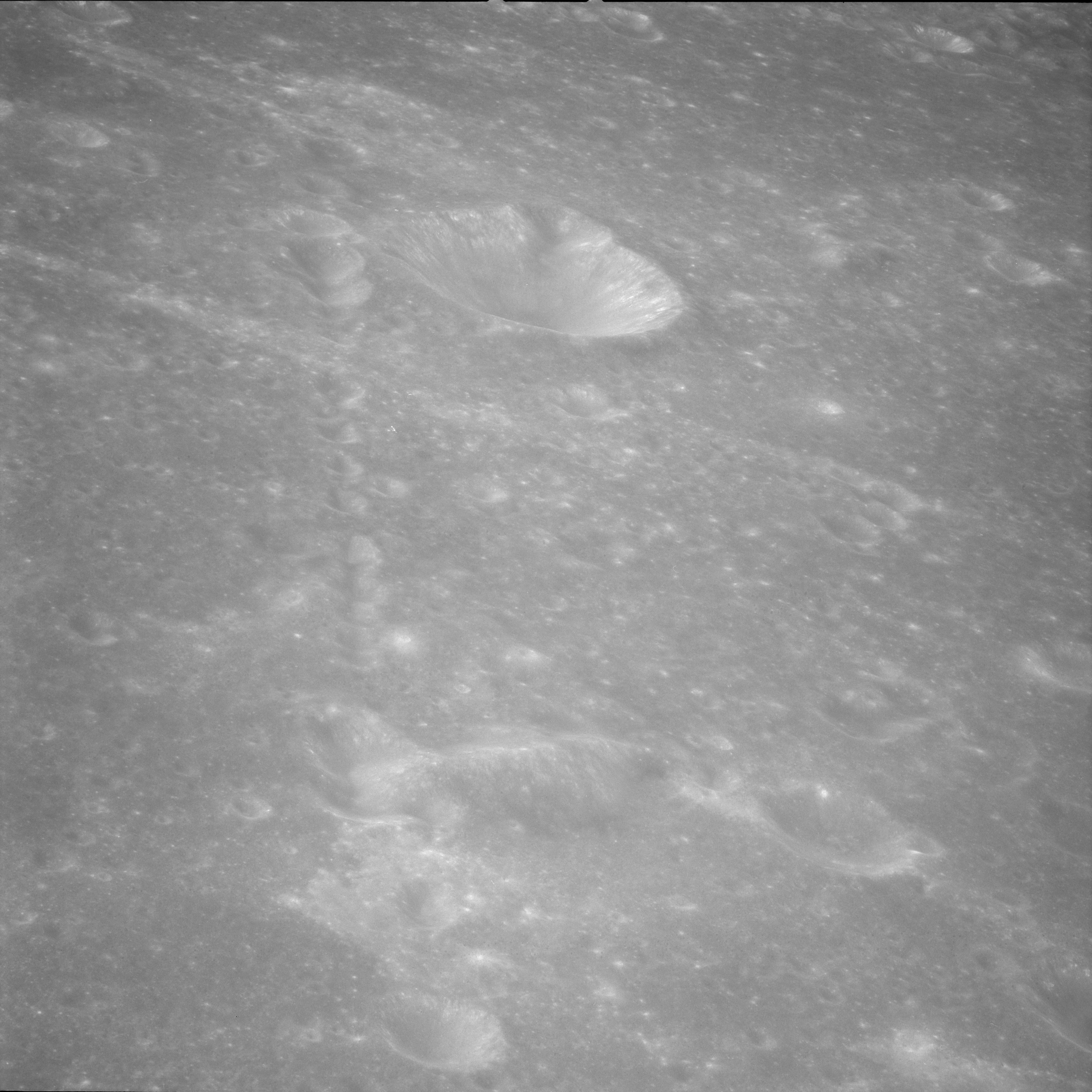
Фотография цепочки кратеров Менделеева рядом с внутренним кратером Ричардс (в центре вверху), полученная в ходе миссии Аполлон-11.

Также одним из крупных внутренних кратеров бассейна является сателлитный кратер Менделеев P (см. ниже).
Кроме вышеназванных кратеров, внутри бассейна находится множество ещё более мелких. Так, целое скопление из таких кратеров располагается в центре дна, и ещё несколько скоплений — в его южной и юго-восточной части. В западной половине бассейна находится цепочка расположенных на одной линии маленьких кратеров (цепочка кратеров Менделеева), которая начинается в юго-западной части и заканчивается у кратера Ричардс, проходя по касательной у его западного вала.

## Сателлитные кратеры
| Менделеев | Координаты                                            | Диаметр, км |
| --------- | ----------------------------------------------------- | ----------- |
| P         | 2°20′ с. ш. 139°49′ в. д. / 2,34° с. ш. 139,81° в. д. | 29,0        |

## Упоминания в художественных произведениях
В одной из книг научно-фантастического цикла «Рассказы о пилоте Пирксе» Станислава Лема сюжет закручивается вокруг лунной научной установки, размещенной в кратере Менделеев.

## См.также
- Список кратеров на Луне
- Лунный кратер
- Морфологический каталог кратеров Луны
- Планетная номенклатура
- Селенография
- Минералогия Луны
- Геология Луны
- Поздняя тяжёлая бомбардировка